# Leichtathletik-Weltmeisterschaften 2013/50 km Gehen der Männer

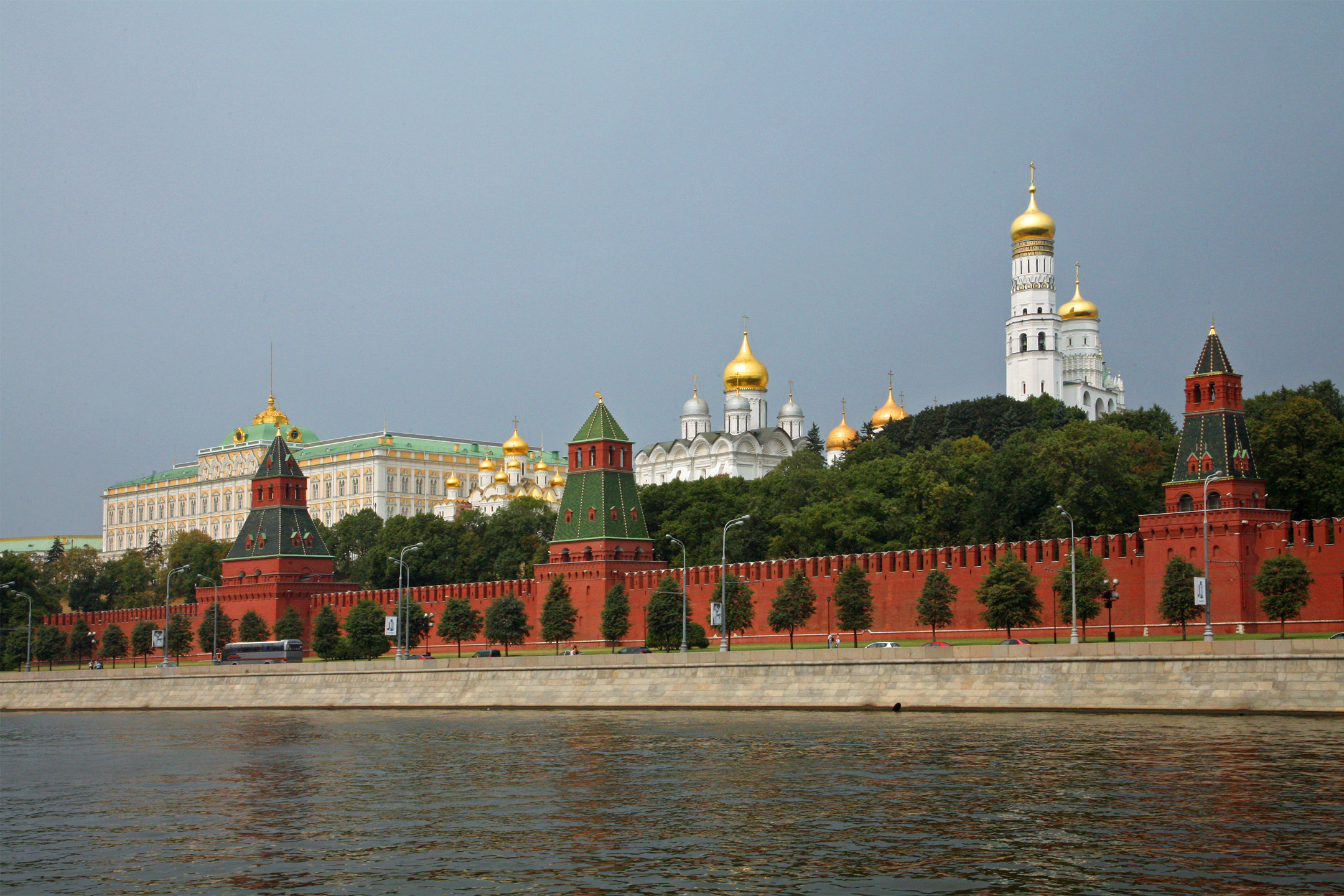
Blick auf Kremlmauer und Kreml im Jahr 2010

Das 50-km-Gehen der Männer bei den Leichtathletik-Weltmeisterschaften 2013 fand am 14. August 2013 um 8:30 Ortszeit (4:30 MESZ) in den Straßen der russischen Hauptstadt Moskau statt.
Weltmeister wurde der irische Olympiadritte von 2012 und EM-Dritte von 2010 Robert Heffernan.

Silber ging an den aktuellen Olympiasieger, Olympiazweiten von 2008 und Vizeweltmeister von 2011 Jared Tallent aus Australien, der bei den Olympischen Spielen 2008 außerdem Bronze über die 20-Kilometer-Distanz errungen hatte.

Dritter wurde der Ukrainer Ihor Hlawan.

## Bestehende Rekorde
| Weltrekord | 3:34:14 h | Denis Nischegorodow | Tscheboksary, Russland       | 11. Mai 2008    |
| WM-Rekord  | 3:36:03 h | Robert Korzeniowski | WM 2003 in Paris, Frankreich | 23. August 2003 |

Der bestehende WM-Rekord wurde bei diesen Weltmeisterschaften nicht eingestellt und nicht verbessert.
Es gab eine Weltjahresbestleistung- und einen Landesrekord.
- Weltjahresbestleistung: 3:37:56 h – Robert Heffernan, Irland
- Landesrekord: 3:40:39 h – Ihor Hlawan, Ukraine

Doping:

Der zunächst zweitplatzierte Russe Michail Ryschow wurde zusammen mit fünf weiteren Landsleuten über seinen Biologischen Pass bei Trainingskontrollen des Dopings überführt. Er erhielt eine Sperre von vier Jahren bis zum 14. Juli 2019.

## Ergebnis

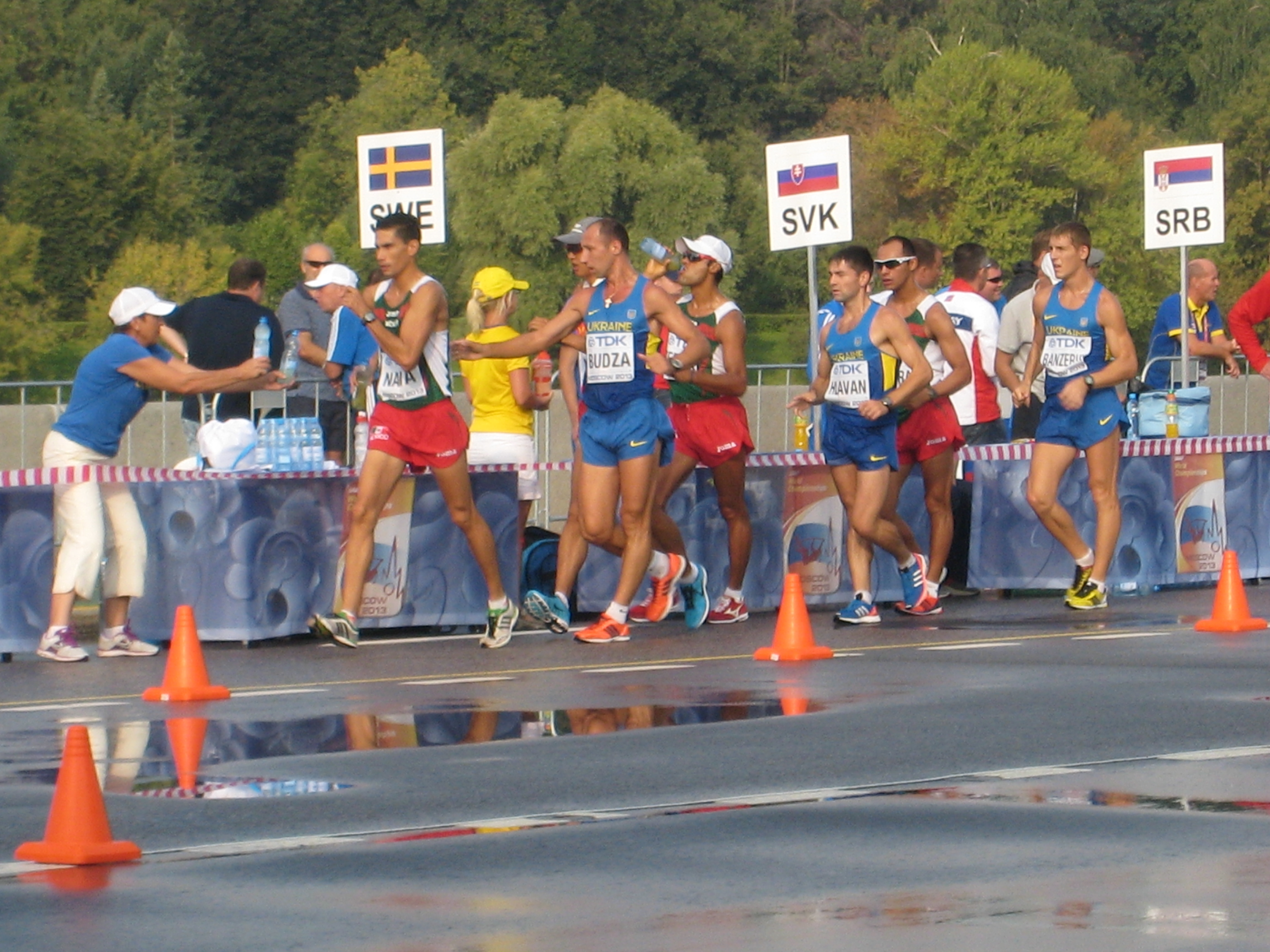
Die 50-km-Geher an einem Verpflegungsstand

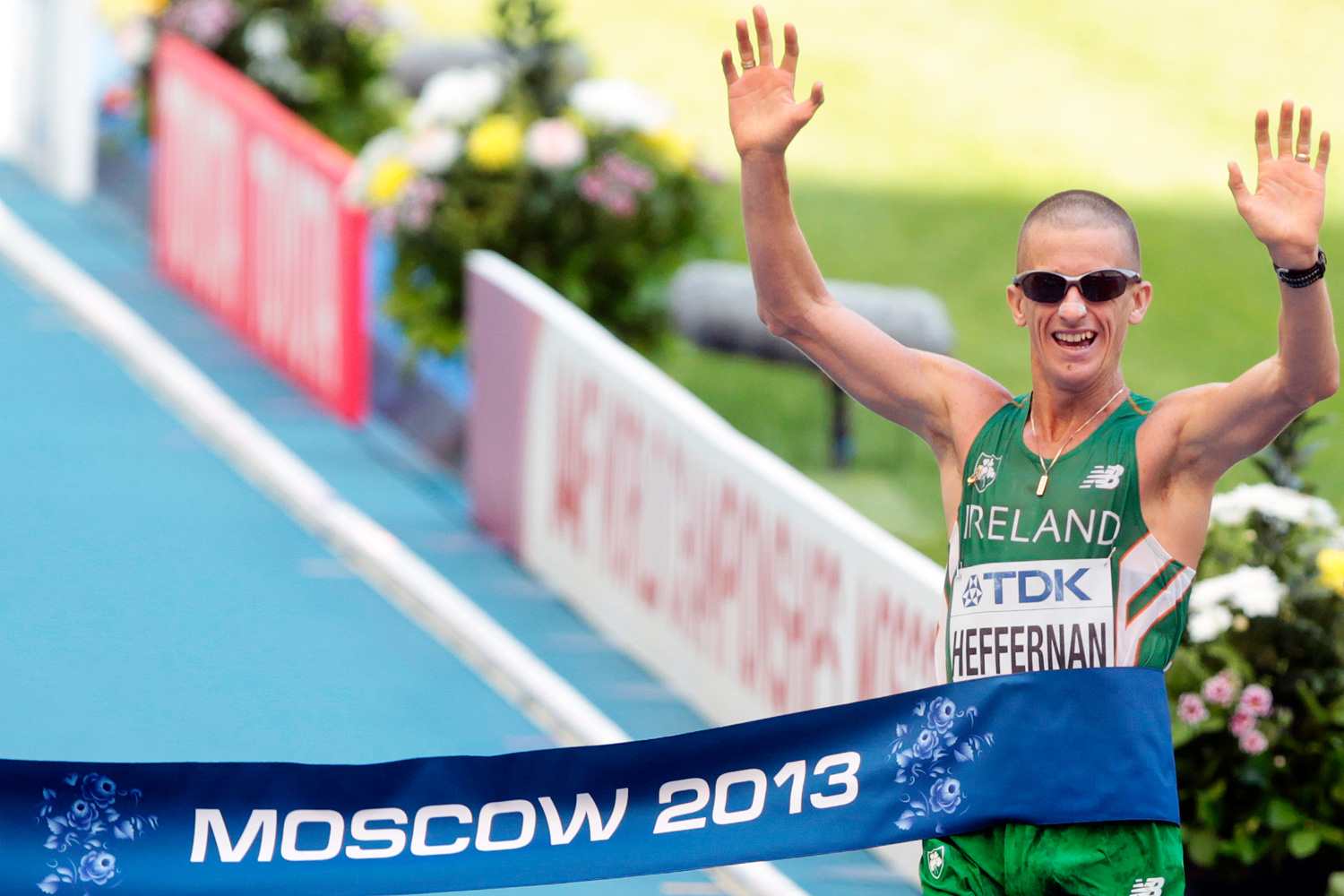
Weltmeister Robert Heffernan im Ziel

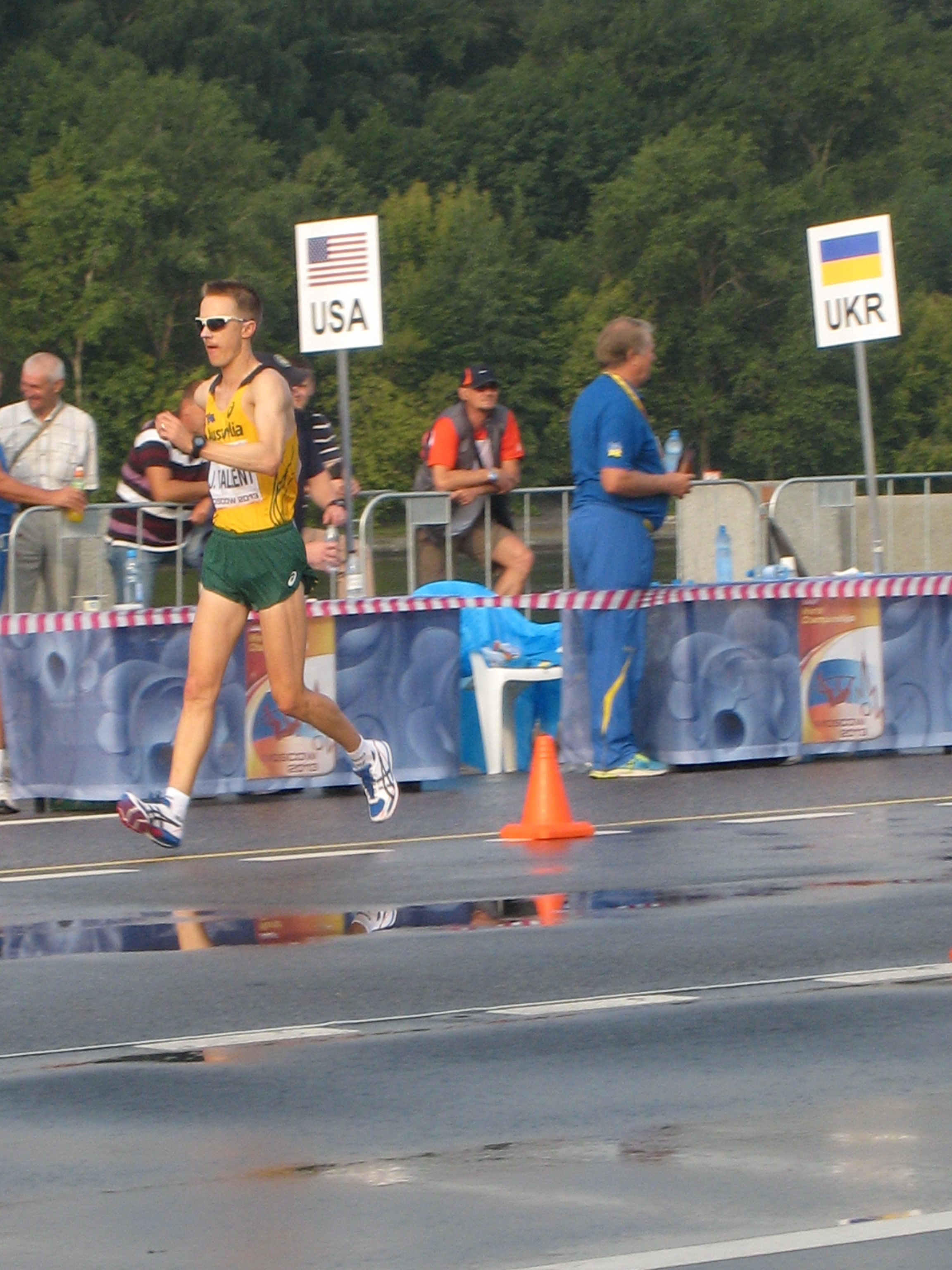
Vizeweltmeister Jarred Tallent

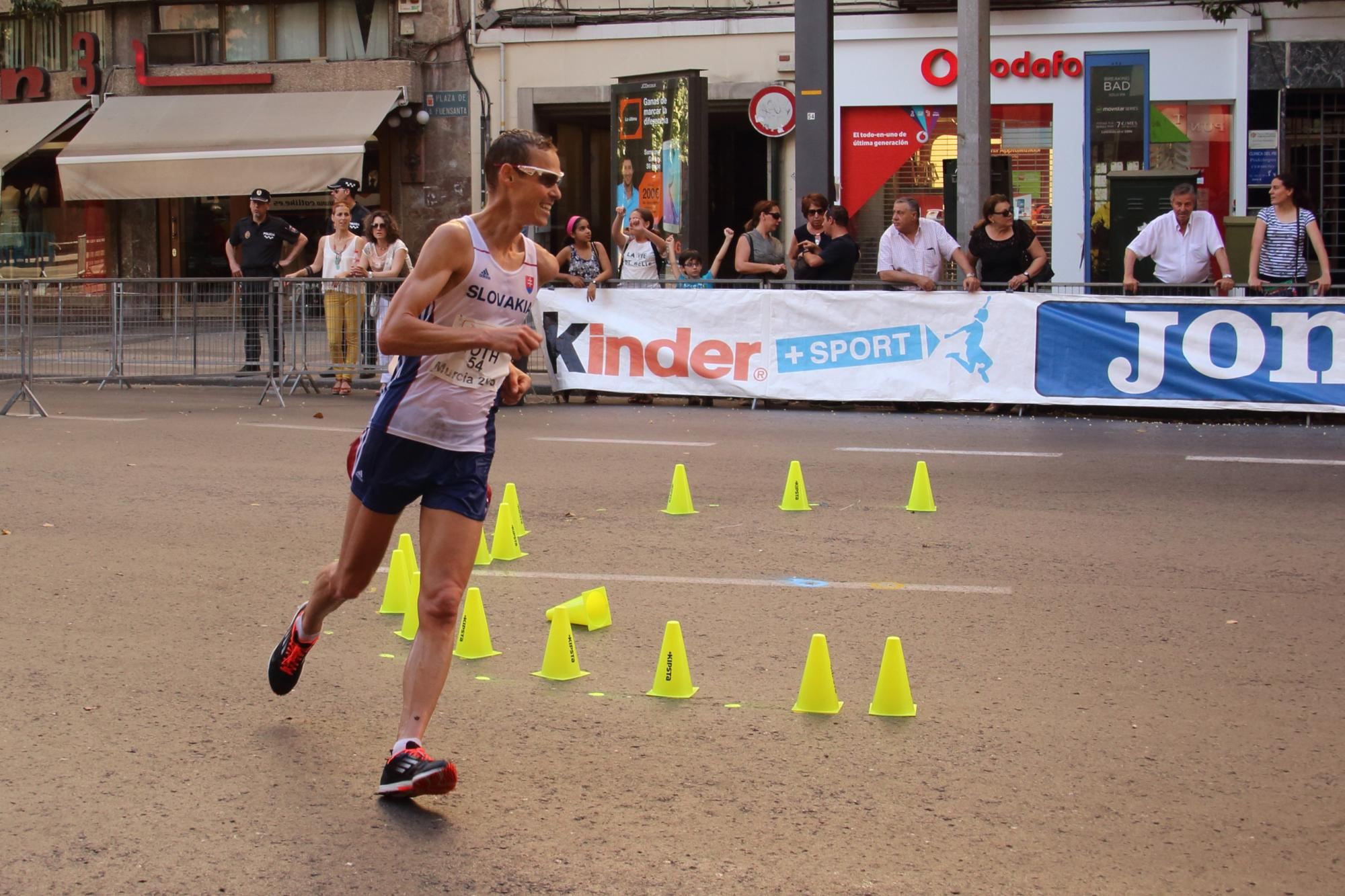
Matej Tóth belegte Rang vier

14. August 2013, 8:30 Uhr
| Platz | Athlet                   | Land                | Zeit (h)                       |
| ----- | ------------------------ | ------------------- | ------------------------------ |
|       | Robert Heffernan         | Irland              | 3:37:56 WL                     |
|       | Jared Tallent            | Australien          | 3:40:03 SB                     |
|       | Ihor Hlawan              | Ukraine             | 3:40:39 NR                     |
| 04    | Matej Tóth               | Slowakei            | 3:41:07 SB                     |
| 05    | Grzegorz Sudoł           | Polen               | 3:41:20 PB                     |
| 06    | Iwan Noskow              | Russland            | 3:41:36 PB                     |
| 07    | Łukasz Nowak             | Polen               | 3:43:38 SB                     |
| 08    | Takayuki Tanii           | Japan               | 3:44:26                        |
| 09    | Yohann Diniz             | Frankreich          | 3:45:18                        |
| 10    | Hirooki Arai             | Japan               | 3:45:56 PB                     |
| 11    | Jesús Ángel García       | Spanien             | 3:46:44 SB                     |
| 12    | Serhij Budsa             | Ukraine             | 3:47:36 PB                     |
| 13    | Iwan Trozki              | Belarus             | 3:47:52 SB                     |
| 14    | Marco De Luca            | Italien             | 3:48:05 SB                     |
| 15    | Chris Erickson           | Australien          | 3:49:41 PB                     |
| 16    | Quentin Rew              | Neuseeland          | 3:50:27 PB                     |
| 17    | Claudio Villanueva       | Spanien             | 3:50:29 PB                     |
| 18    | Omar Zepeda              | Mexiko              | 3:50:43 SB                     |
| 19    | Jarkko Kinnunen          | Finnland            | 3:50:56 SB                     |
| 20    | Adrian Błocki            | Polen               | 3:51:00                        |
| 21    | Ato Ibáñez               | Schweden            | 3:53:38 PB                     |
| 22    | Kōichirō Morioka         | Japan               | 3:53:54                        |
| 23    | Jean-Jacques Nkouloukidi | Italien             | 3:54:00 SB                     |
| 24    | Brendan Boyce            | Irland              | 3:54:24 PB                     |
| 25    | Li Jianbo                | Volksrepublik China | 3:56:13                        |
| 26    | Jonnathan Caceres        | Ecuador             | 3:56:58                        |
| 27    | Pedro Isidro             | Portugal            | 3:57:30                        |
| 28    | Dušan Majdán             | Slowakei            | 3:57:50 PB                     |
| 19    | Xu Faguang               | Volksrepublik China | 3:57:54 SB                     |
| 30    | Marc Mundell             | Südafrika           | 3:57:55 SB                     |
| 31    | Horacio Nava             | Mexiko              | 3:58:09                        |
| 32    | Basanta Bahadur Rana     | Indien              | 3:58:20 SB                     |
| 33    | José Ignacio Díaz        | Spanien             | 3:58:26                        |
| 34    | Omar Segura              | Mexiko              | 3:58:34                        |
| 35    | Evan Dunfee              | Kanada              | 3:59:28 PB                     |
| 36    | Oh Se-han                | Südkorea            | 4:01:00                        |
| 37    | Tadas Šuškevičius        | Litauen             | 4:01:29                        |
| 38    | Andreas Gustafsson       | Schweden            | 4:01:40 SB                     |
| 39    | Marius Cocioran          | Rumänien            | 4:04:23 SB                     |
| 40    | Aku Partanen             | Finnland            | 4:04:59                        |
| 41    | Teodorico Caporaso       | Italien             | 4:05:25                        |
| 42    | Mário dos Santos         | Brasilien           | 4:06:12 SB                     |
| 43    | Xavier Moreno            | Ecuador             | 4:07:29 SB                     |
| 44    | Sándor Rácz              | Ungarn              | 4:12:18                        |
| 45    | John Nunn                | USA                 | 4:34:55 SB                     |
| DNF   | Si Tianfeng              | Volksrepublik China |                                |
| DNF   | Fredy Hernández          | Kolumbien           |                                |
| DNF   | Maciej Rosiewicz         | Georgien            |                                |
| DNF   | Erik Tysse               | Norwegen            |                                |
| DNF   | Predrag Filipović        | Serbien             |                                |
| DNF   | Yerenman Salazar         | Venezuela           |                                |
| DSQ   | Ian Rayson               | Australien          | IAAF Rule 230.7a 3 Rote Karten |
| DSQ   | Edward Araya             | Chile               | IAAF Rule 230.7a 3 Rote Karten |
| DSQ   | Andrés Chocho            | Ecuador             | IAAF Rule 230.7a 3 Rote Karten |
| DSQ   | Emerson Esnal Hernández  | El Salvador         | IAAF Rule 230.7a 3 Rote Karten |
| DSQ   | Sandeep Kumar            | Indien              | IAAF Rule 230.7a 3 Rote Karten |
| DSQ   | Yim Jung-hyun            | Südkorea            | IAAF Rule 230.7a 3 Rote Karten |
| DSQ   | Håvard Haukenes          | Norwegen            | IAAF Rule 230.7a 3 Rote Karten |
| DSQ   | Iwan Banseruk            | Ukraine             | IAAF Rule 230.7a 3 Rote Karten |
| DOP   | Michail Ryschow          | Russland            | 3:38:58                        |
| DNS   | Alexandros Papamichail   | Griechenland        |                                |

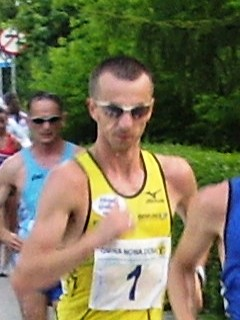
Grzegorz Sudoł erreichte Platz fünf
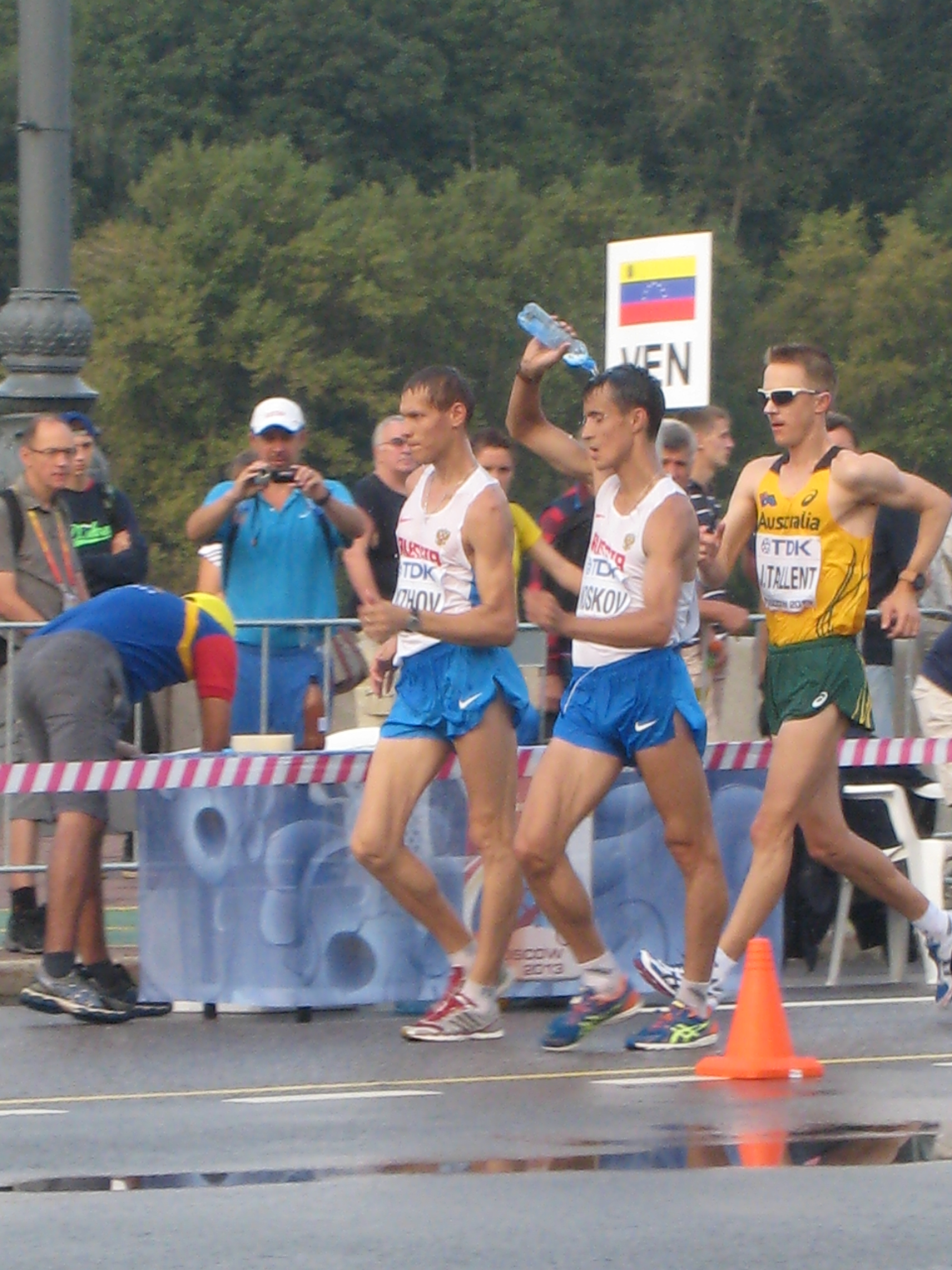
Iwan Noskow (Mitte), Rang sechs / Jared Tallent (rechts), Rang zwei / links der Jahre später wegen Dopingvergehens disqualifizierte Michail Ryschow
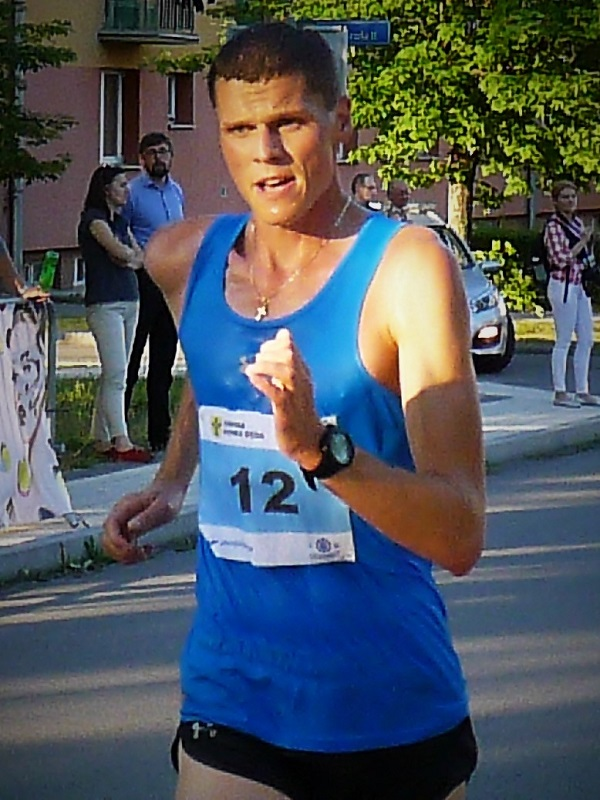
Der siebtplatzierte Łukasz Nowak
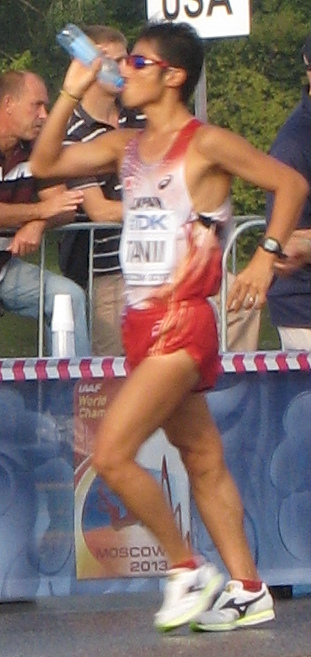
Takayuki Tanii – Rang acht
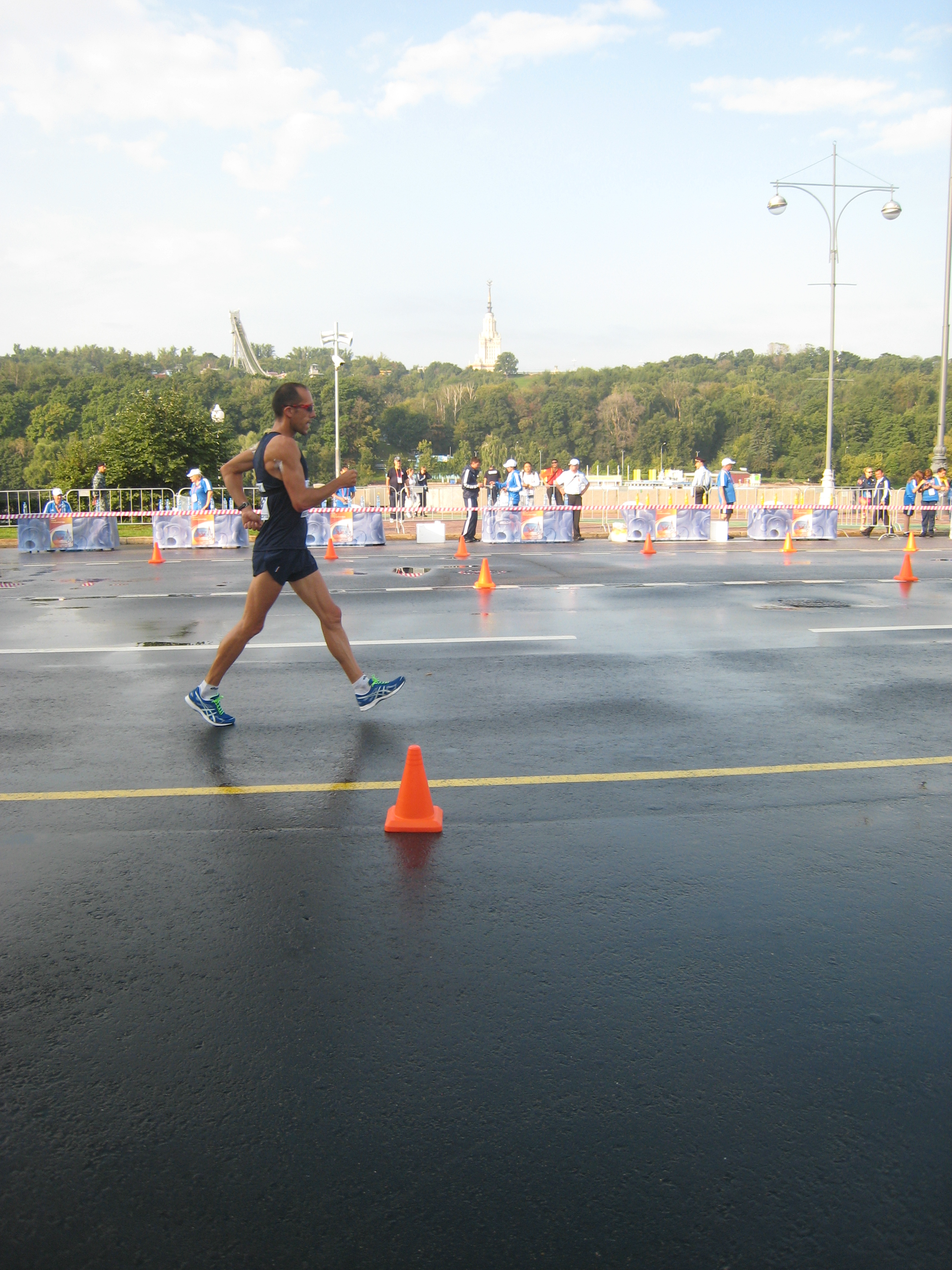
Yohann Diniz wurde Neunter
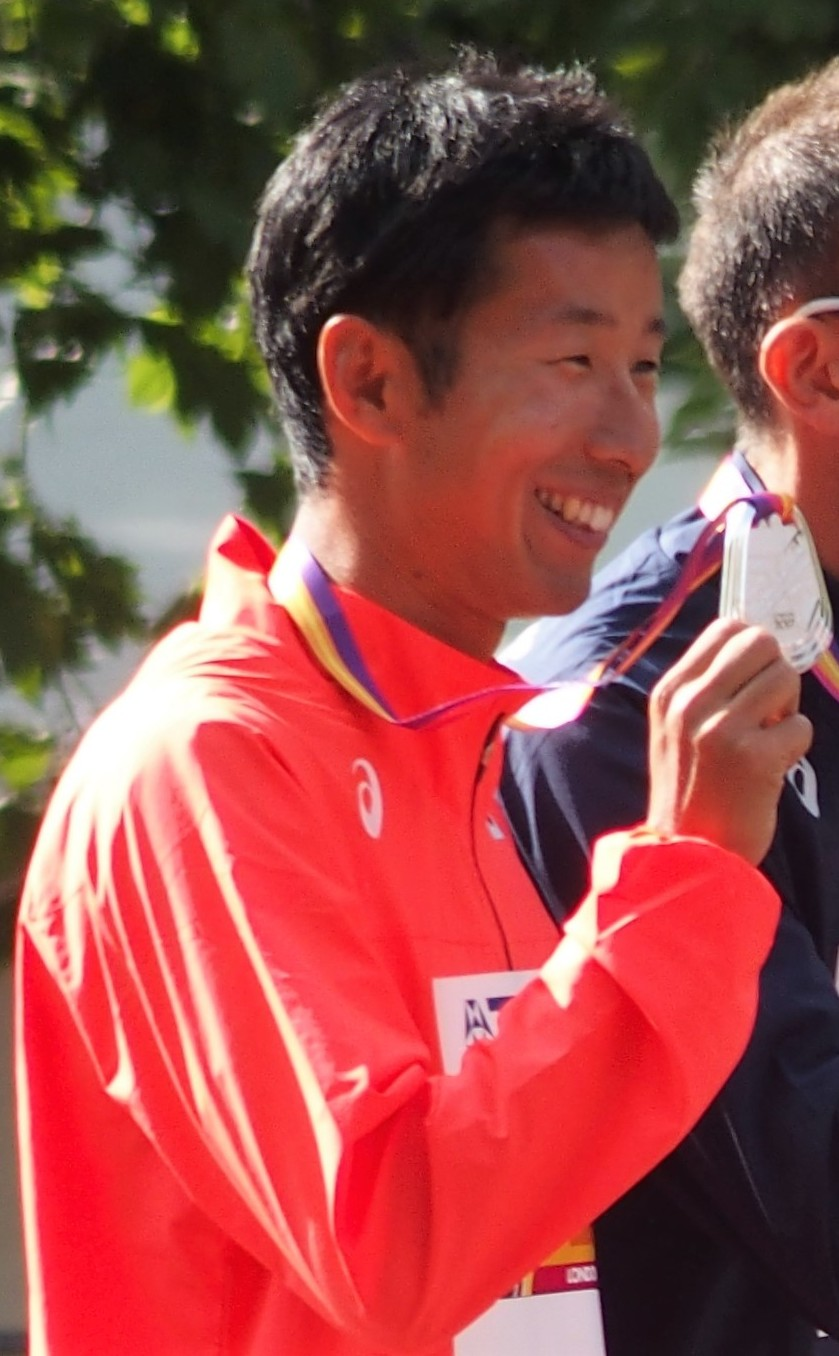
Hirooki Arai – Rang zehn
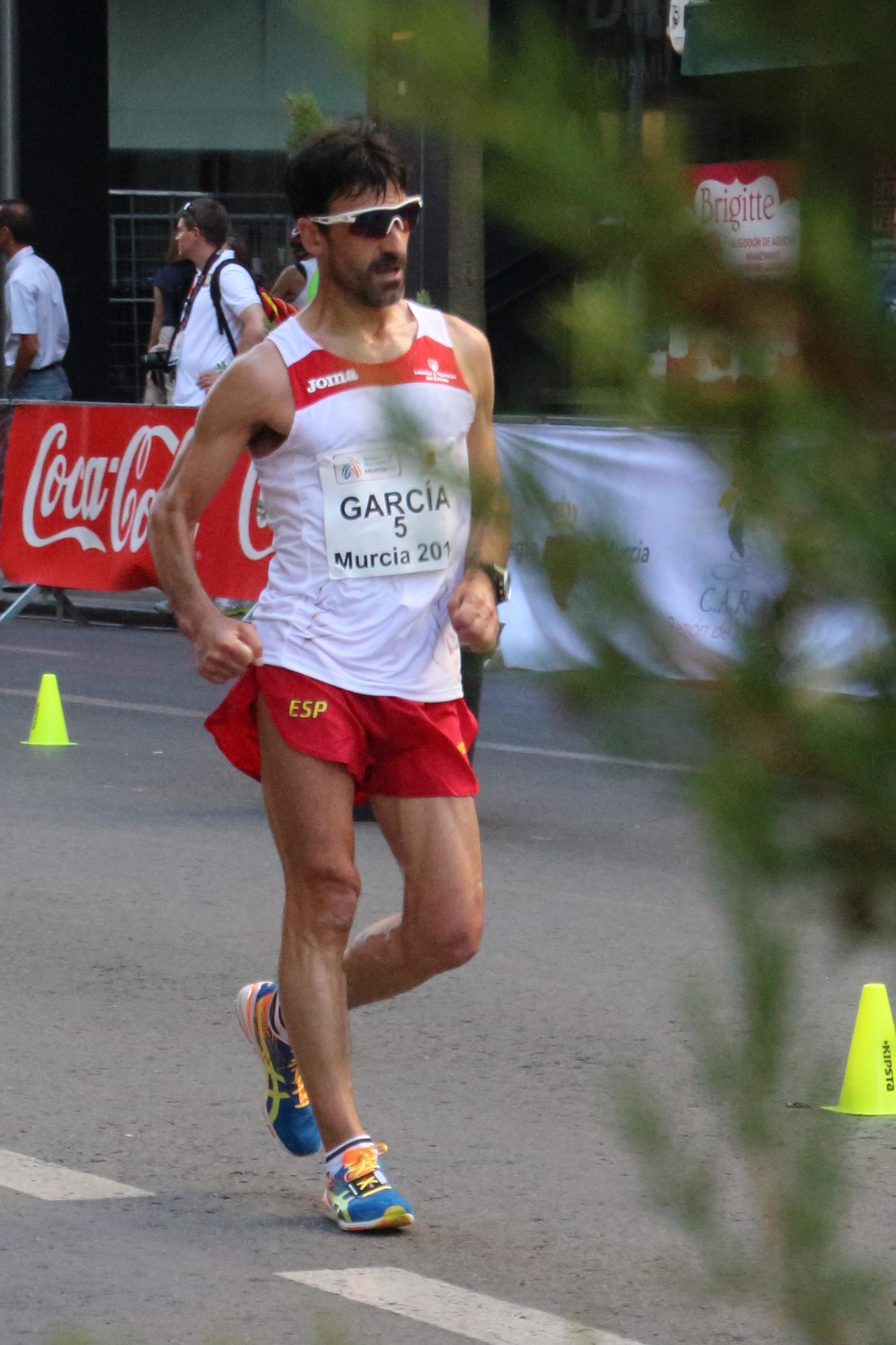
Rang elf für Jesús Ángel García
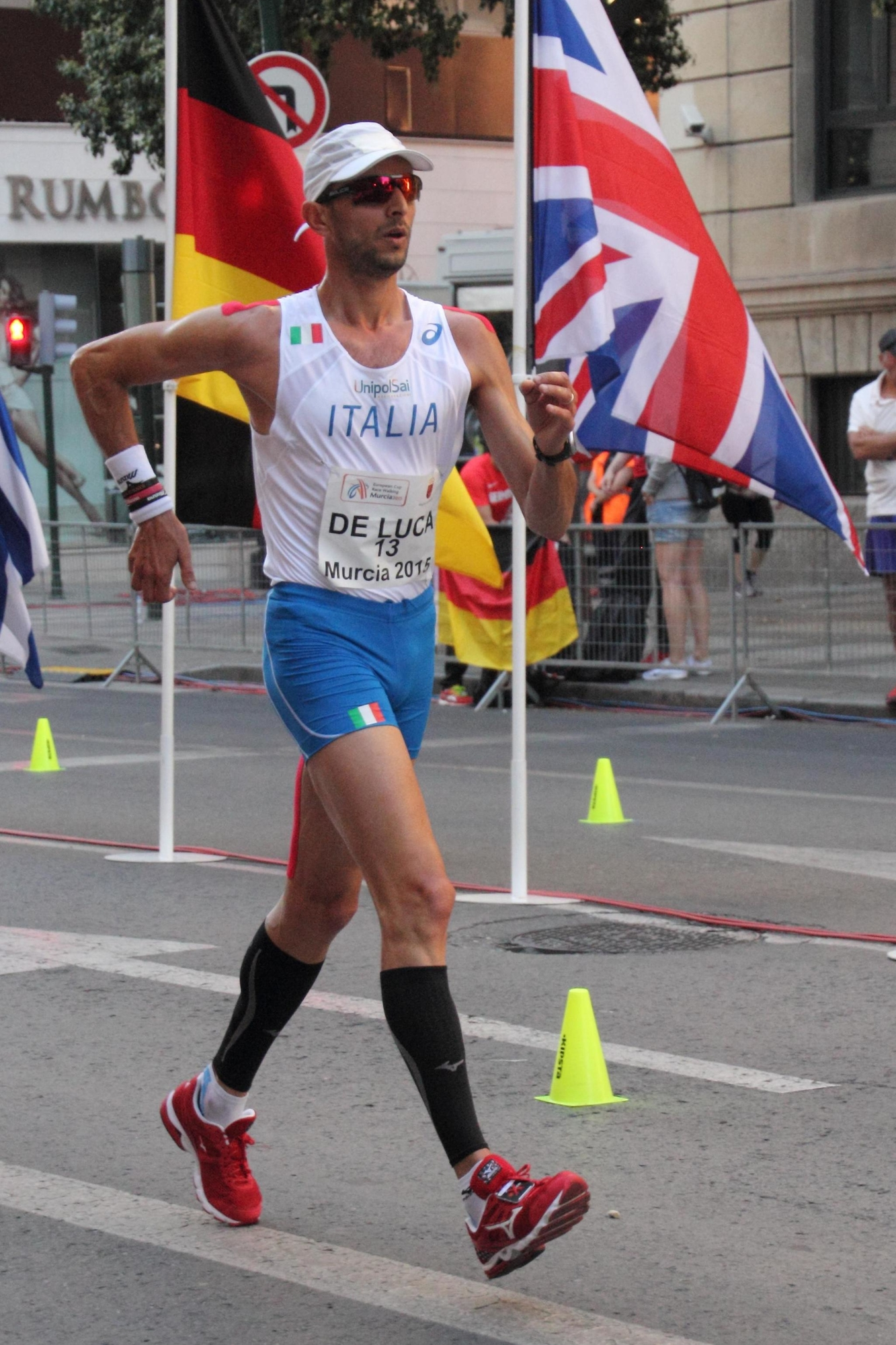
Marco De Luca – Rang vierzehn
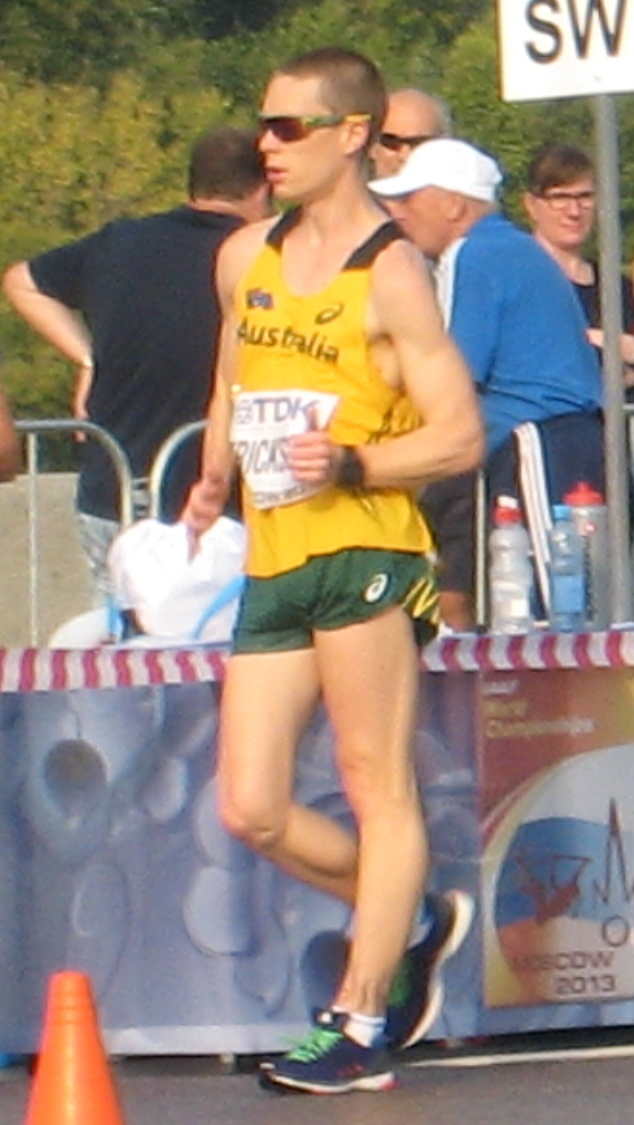
Chris Erickson – Rang fünfzehn
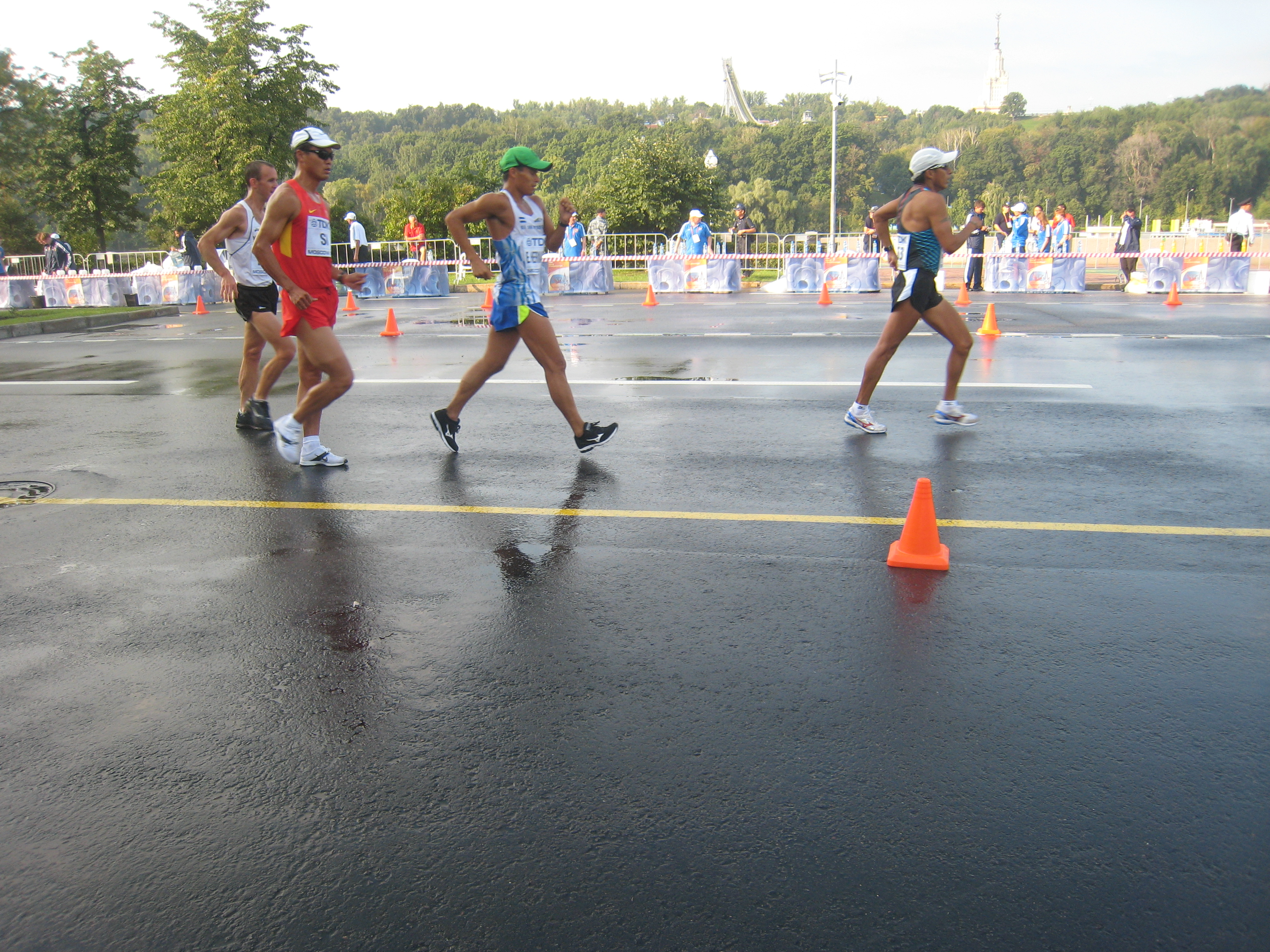
Quentin Rew (etwas verdeckt), Rang sechzehn / Si Tianfeng (Zweiter von links), später aufgegeben / Andrés Chocho (ganz rechts), später disqualifiziert / Emerson Esnal Hernández (Zweiter von rechts), später disqualifiziert
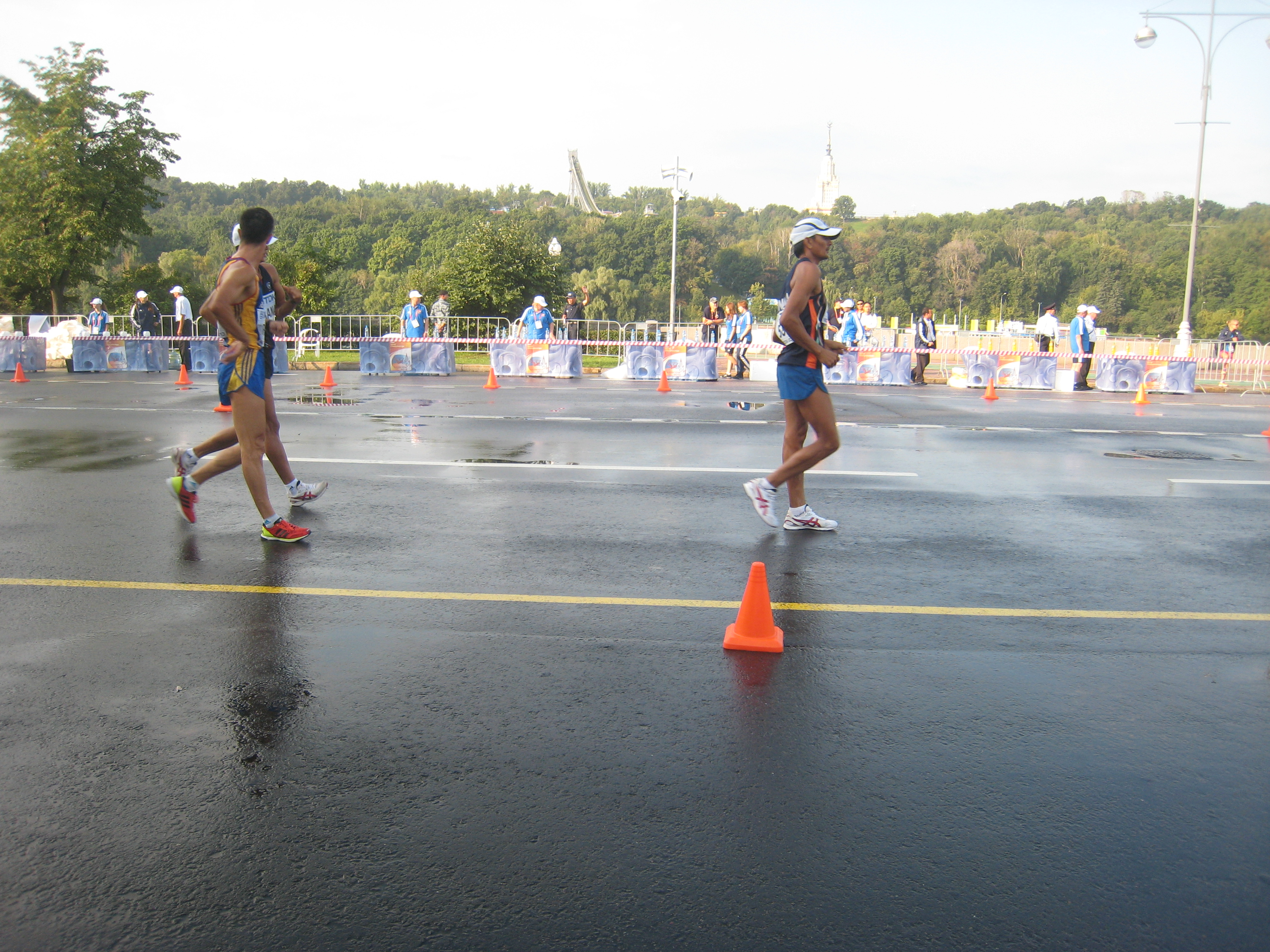
Claudio Villanueva (rechts), Rang siebzehn / Marius Cocioran, Rang 39
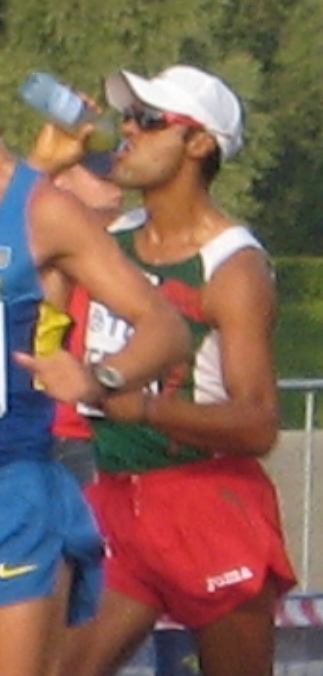
Omar Zepeda – Rang achtzehn
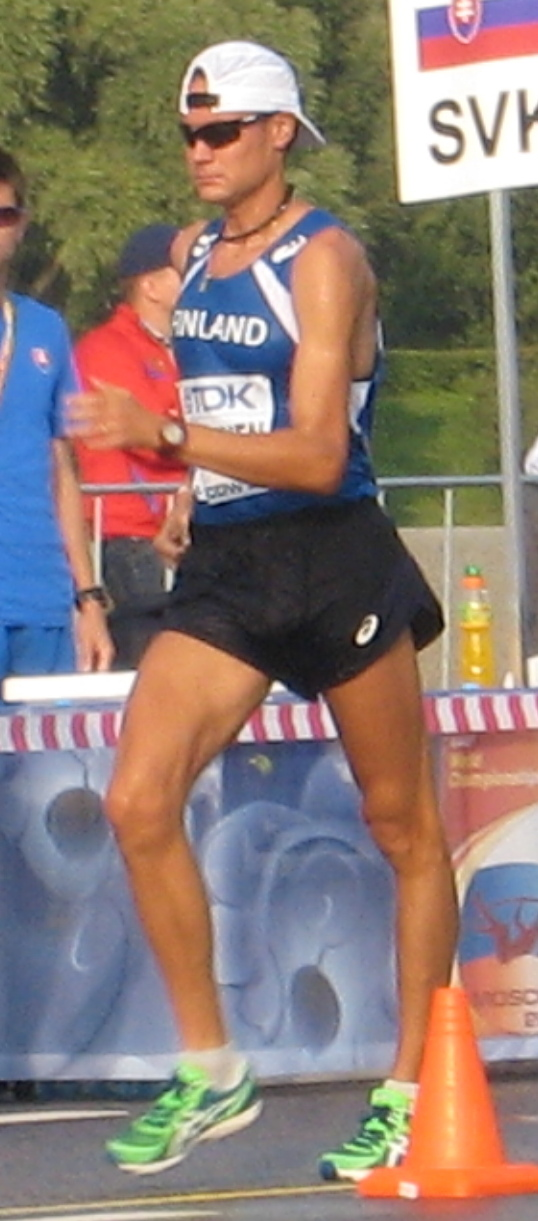
Jarkko Kinnunen – Rang neunzehn
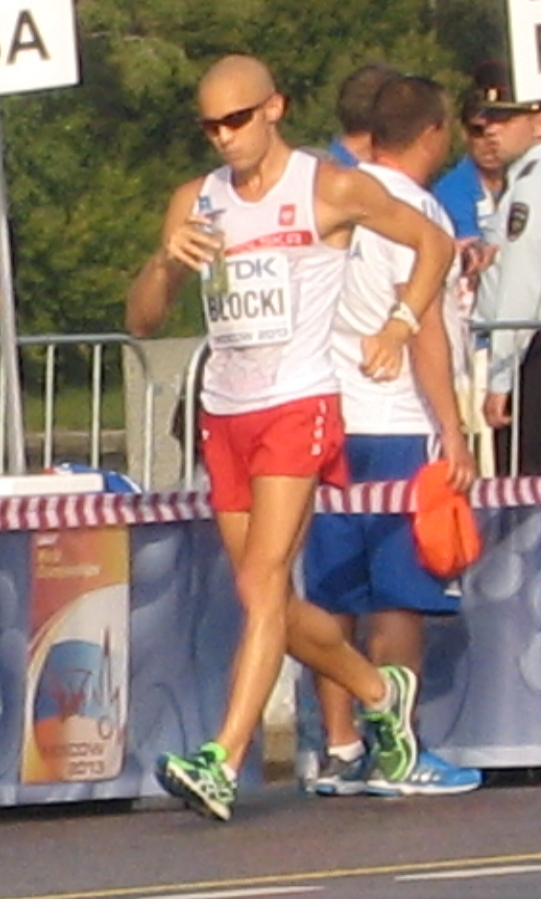
Adrian Błocki – Rang zwanzig
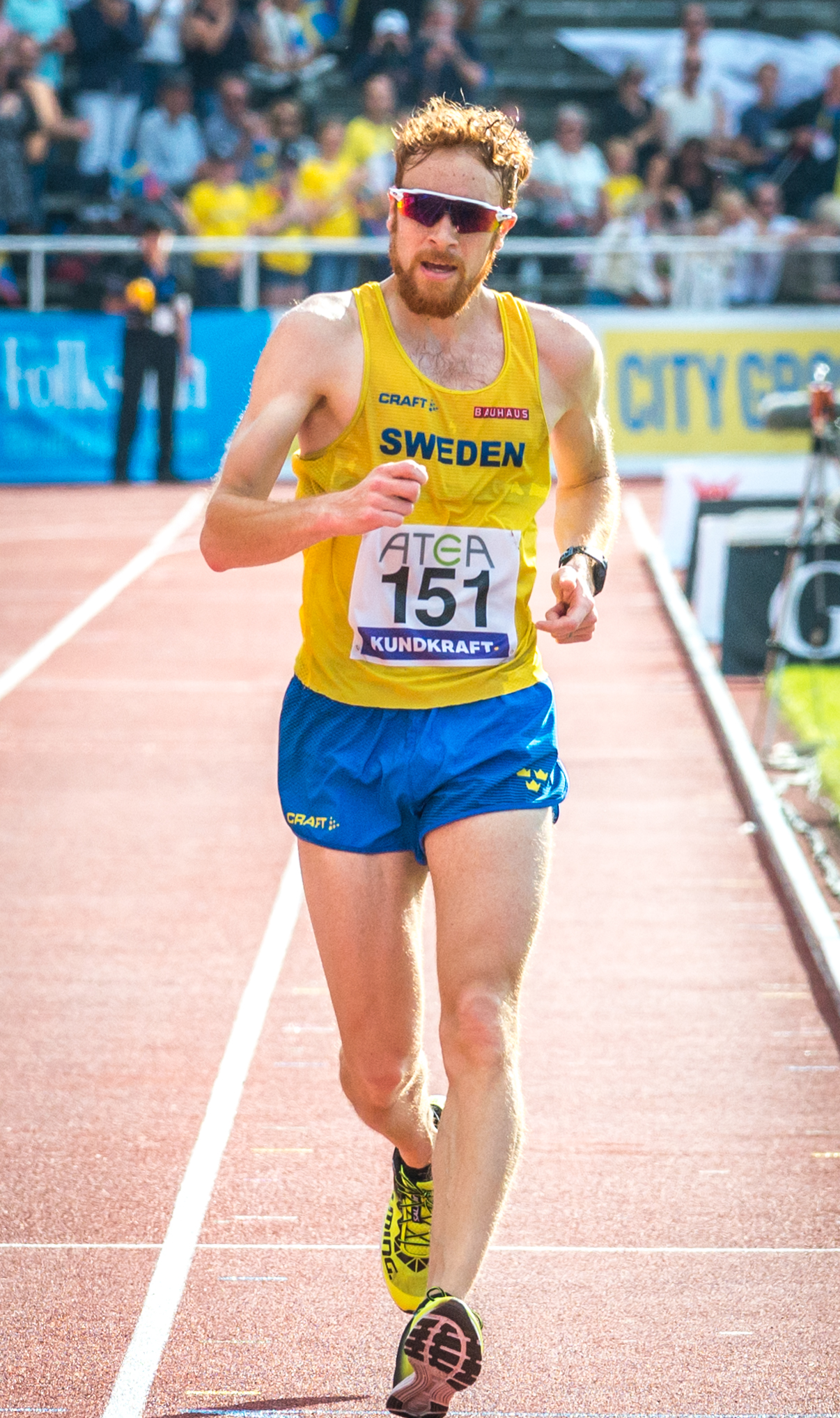
Ato Ibáñez – Rang 21
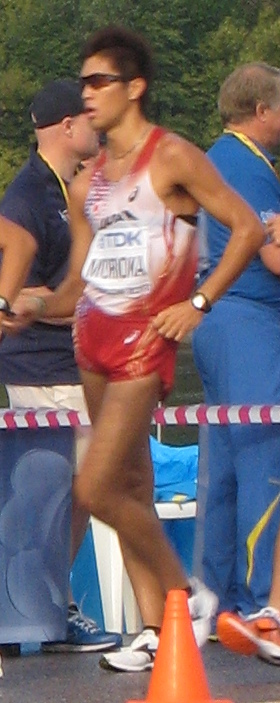
Kōichirō Morioka – Rang 22
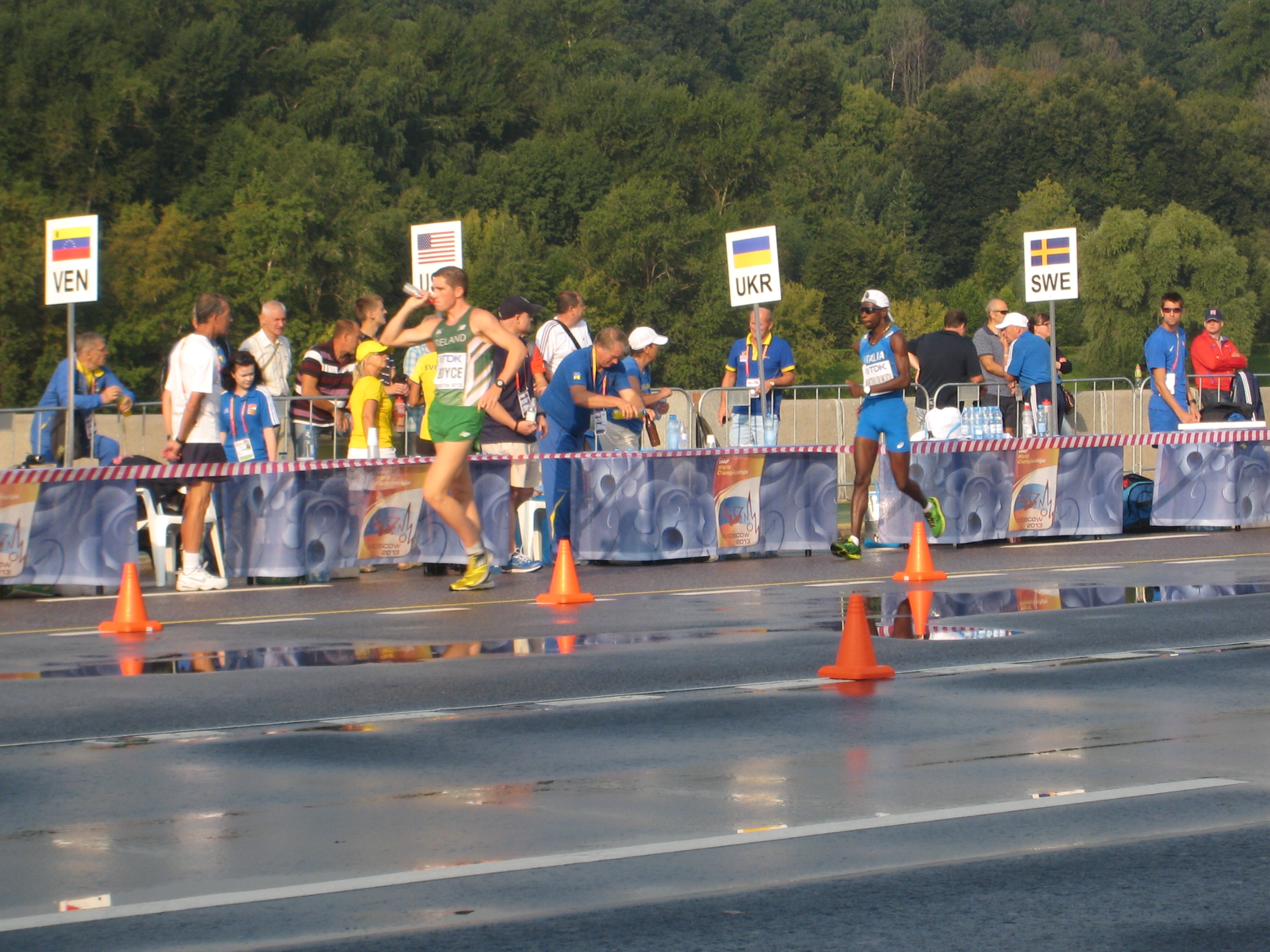
Jean-Jacques Nkouloukidi (rechts), Rang 23 / Brendan Boyce, Rang 24
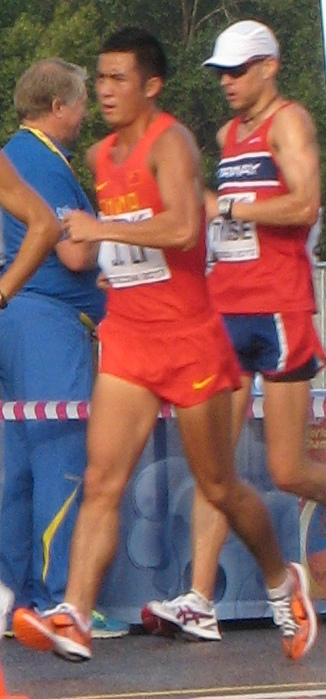
Li Jianbo – Rang 25
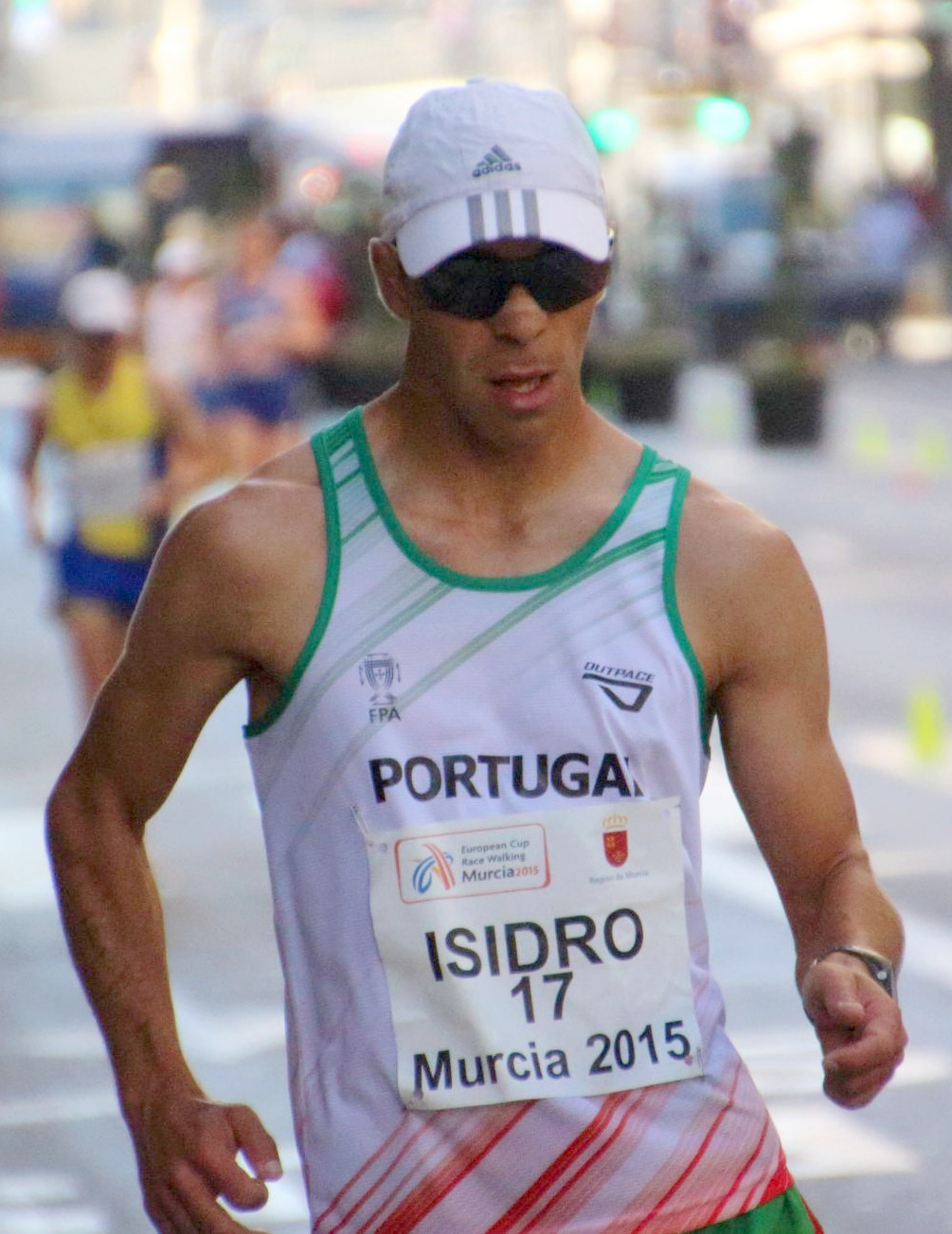
Pedro Isidro – Rang 27
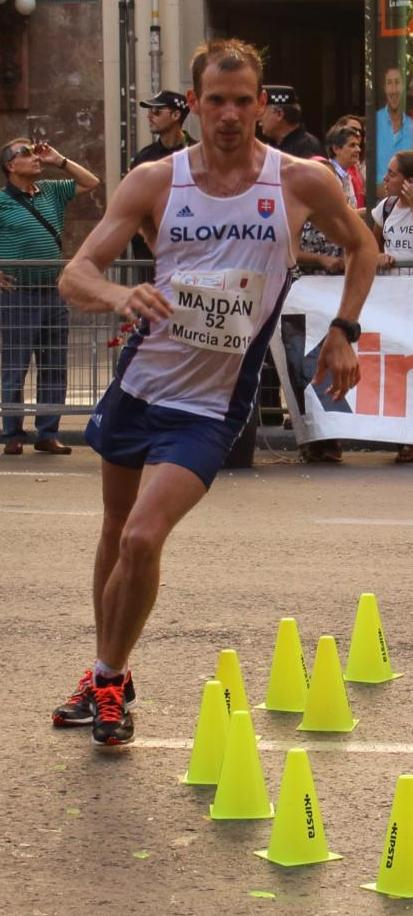
Dušan Majdán – Rang 28
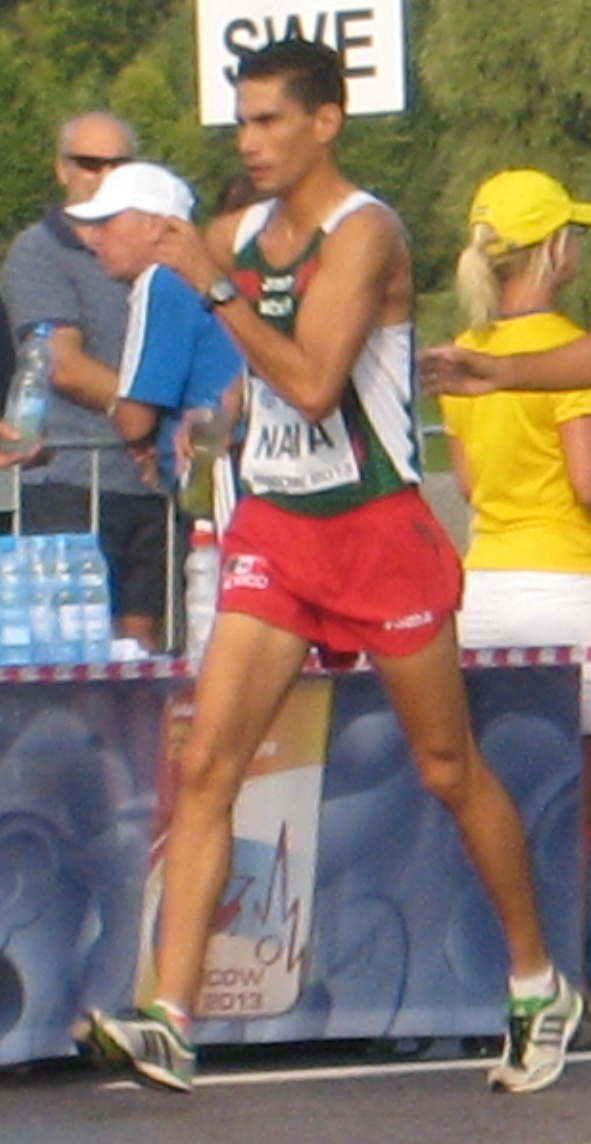
Horacio Nava – Rang 31
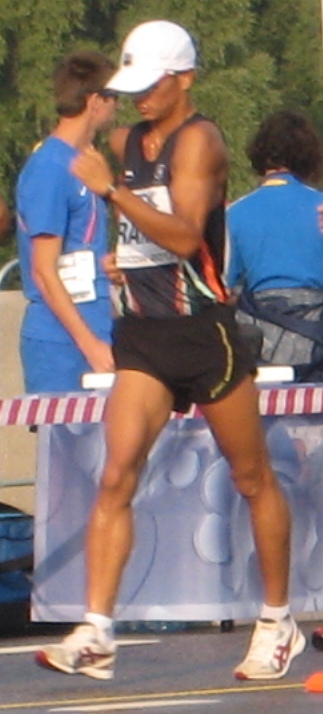
Basanta Bahadur Rana – Rang 32
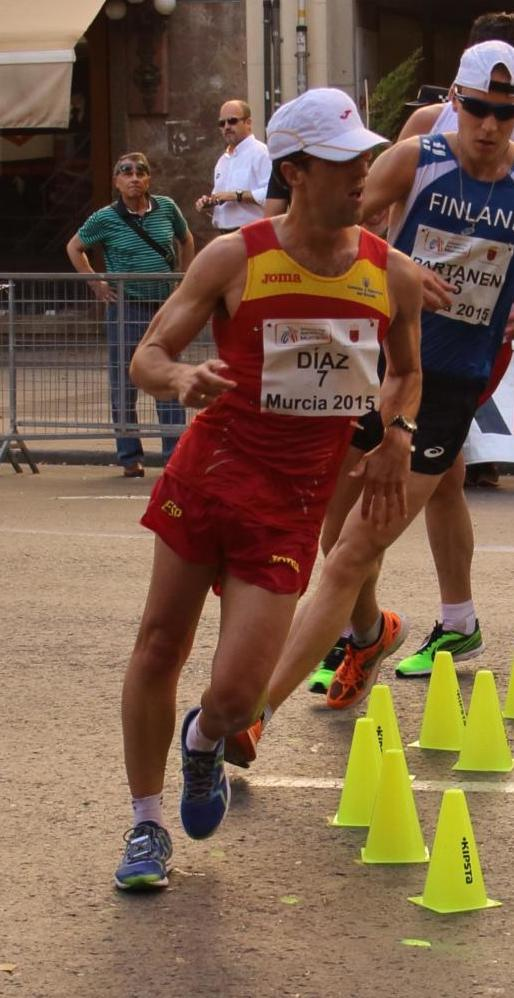
José Ignacio Díaz – Rang 33
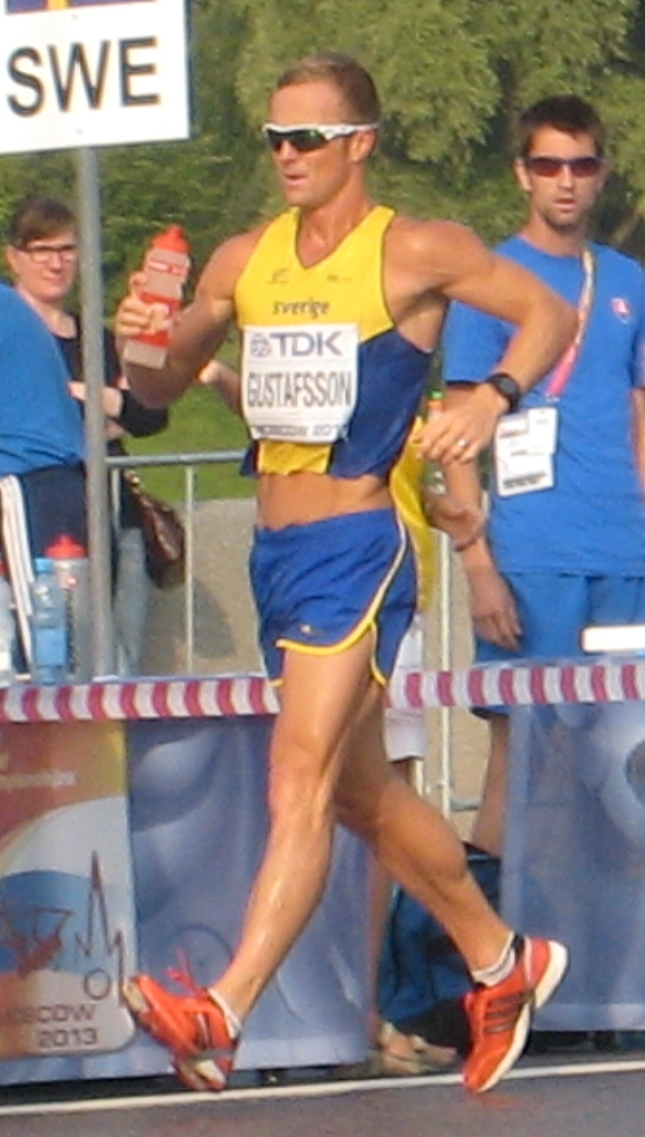
Andreas Gustafsson – Rang 38
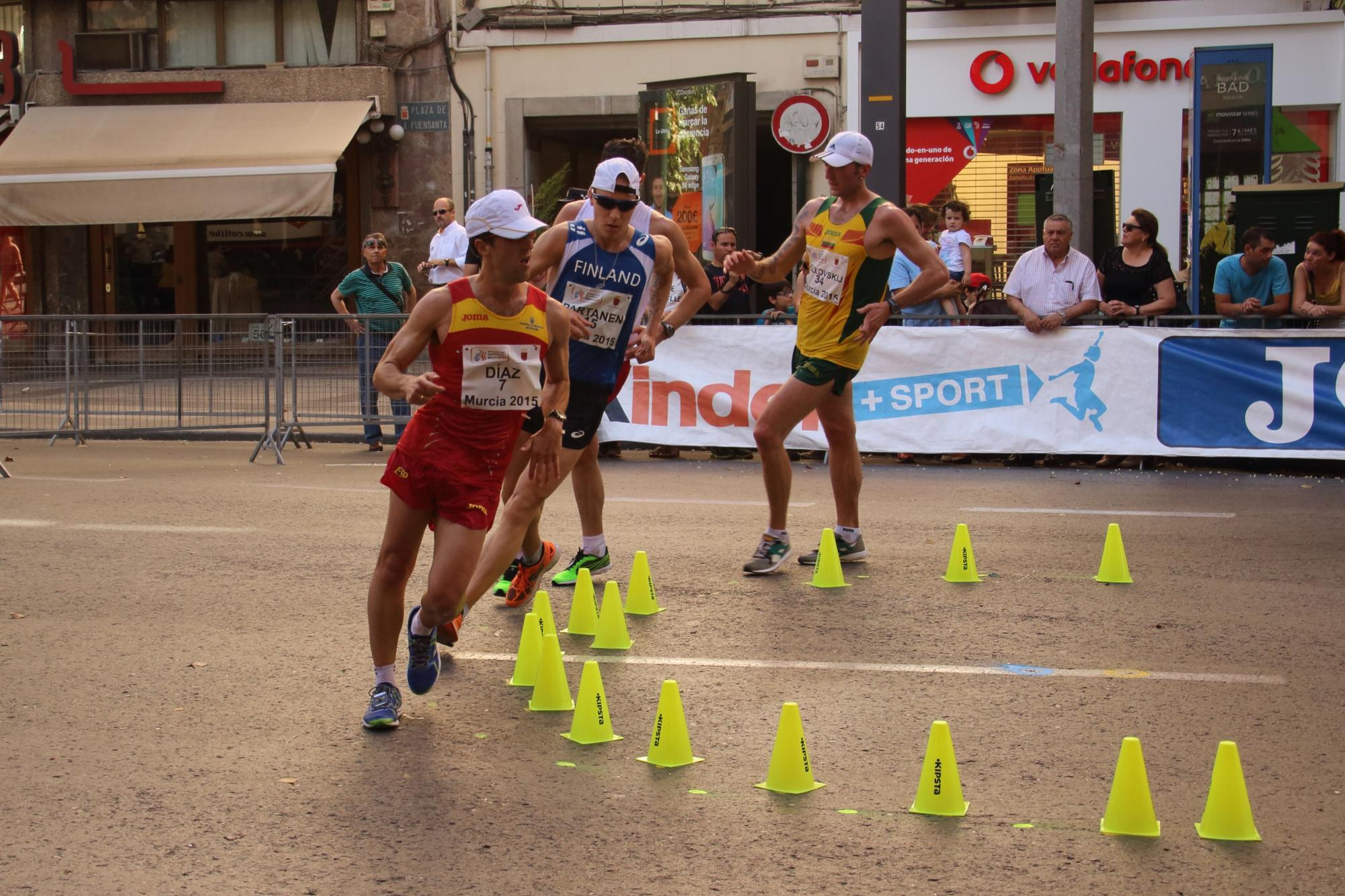
Veli-Matti Partanen (Mitte) – Rang vierzig
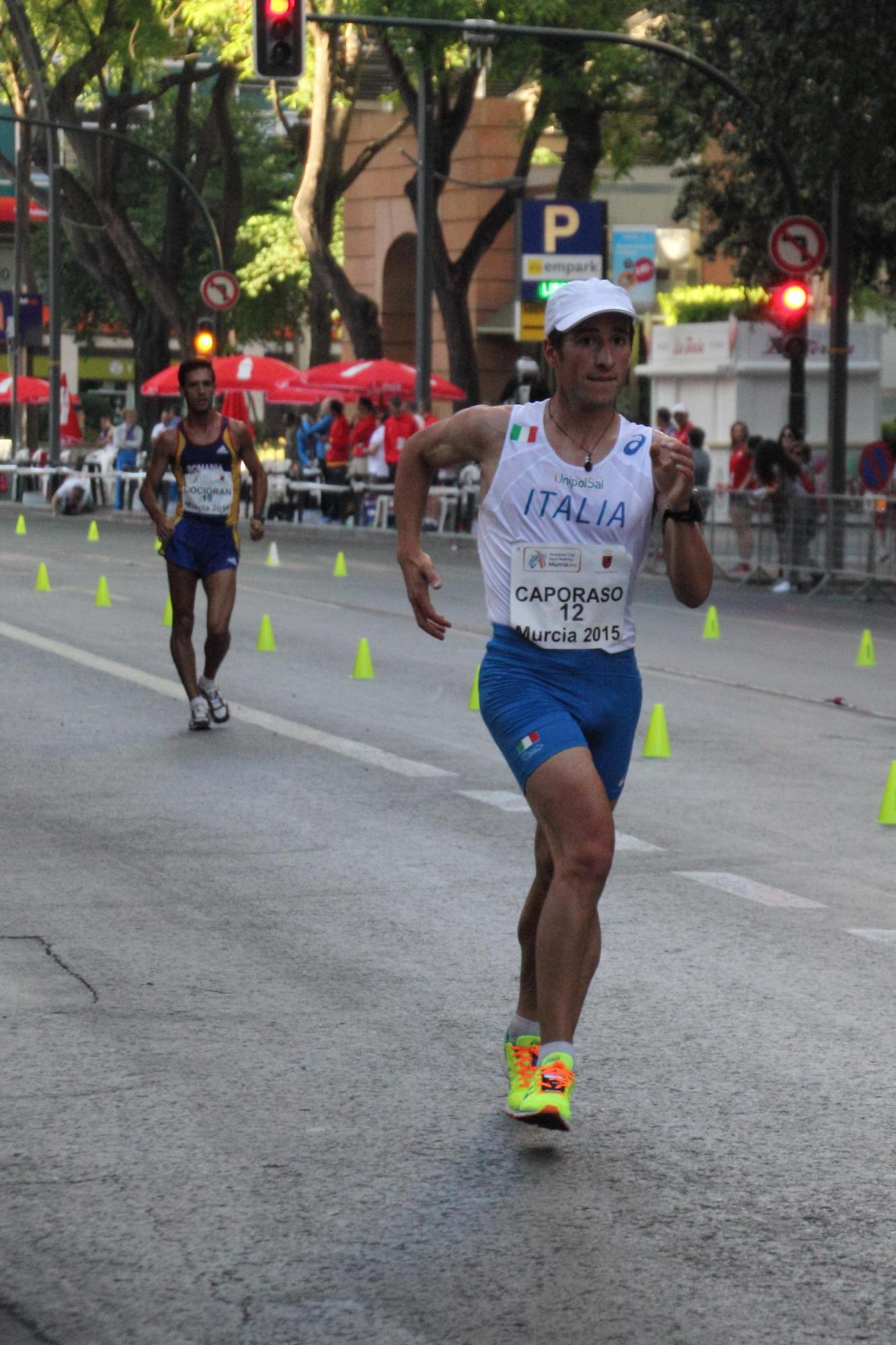
Teodorico Caporaso – Rang 41
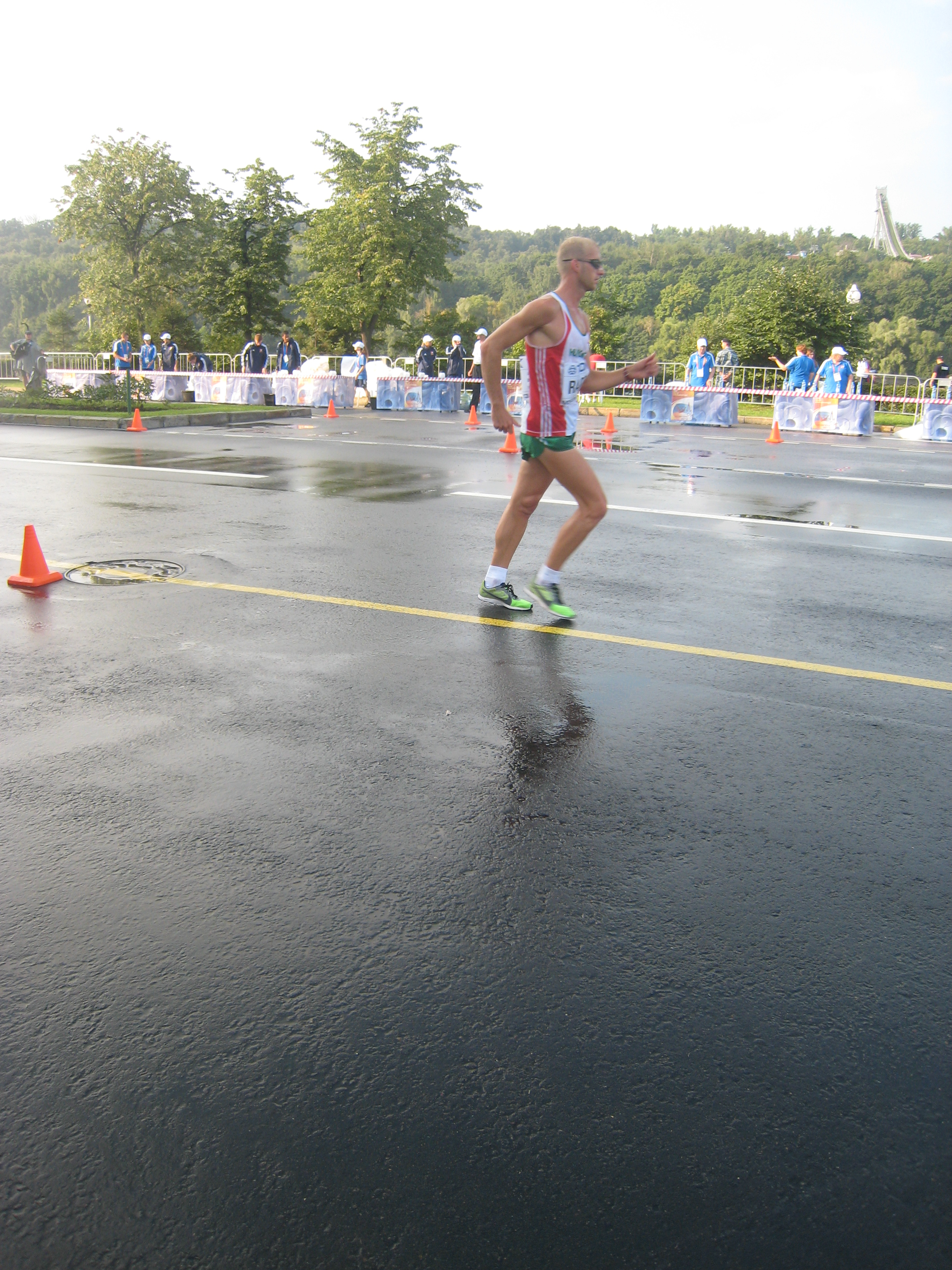
Sándor Rácz – Rang 44
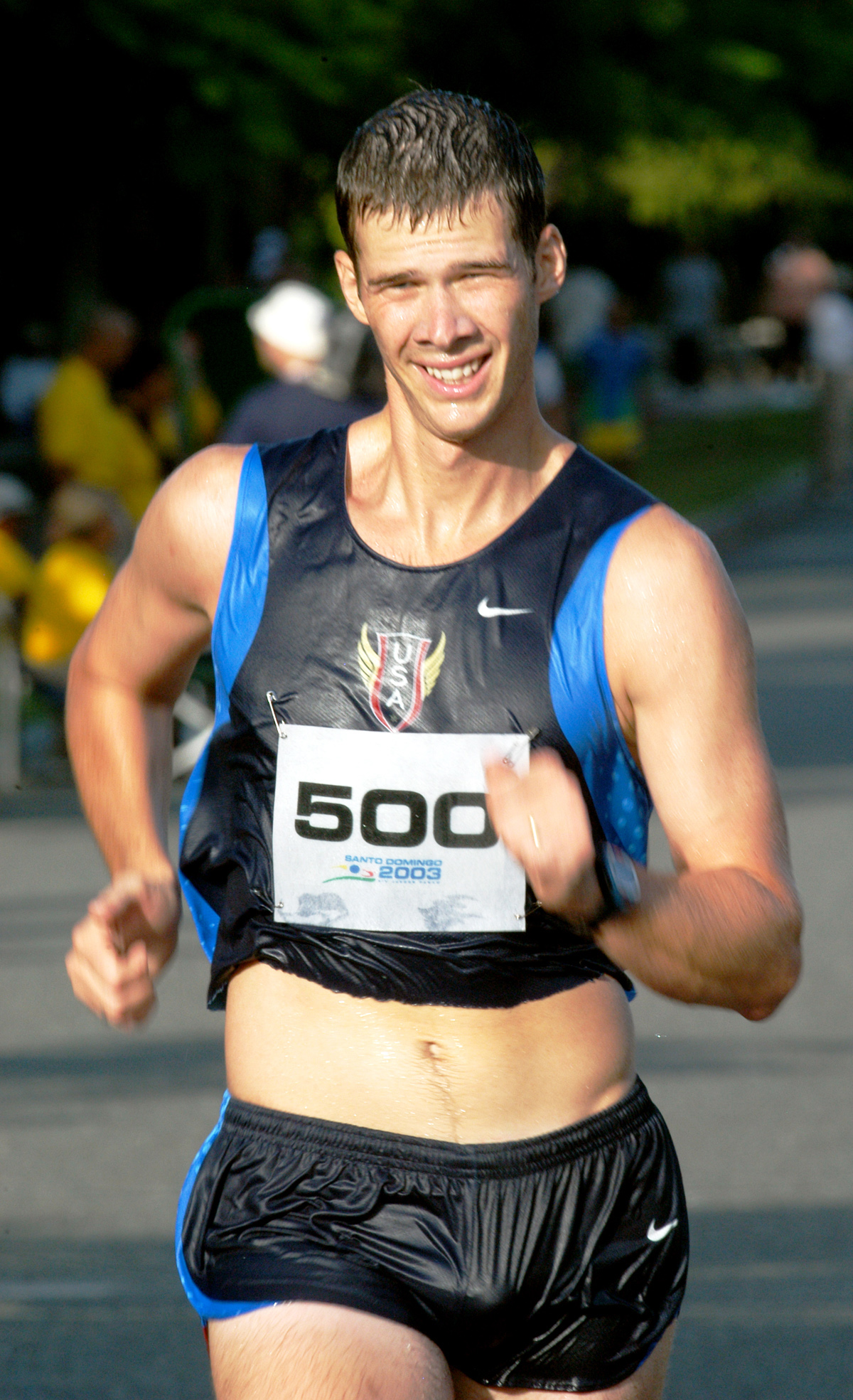
John Nunn – Rang 45
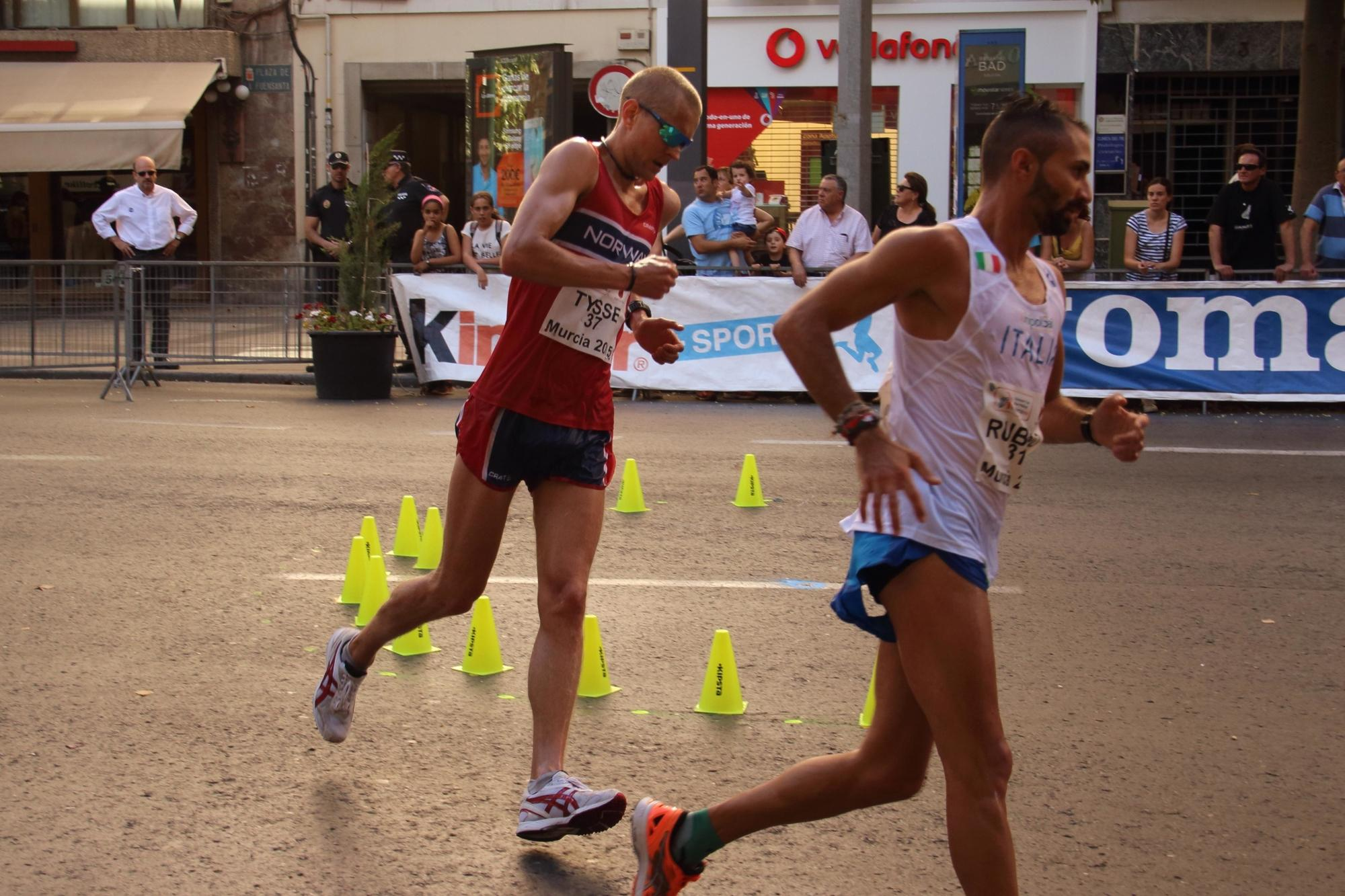
Erik Tysse (links) – Wettkampf nicht beendet
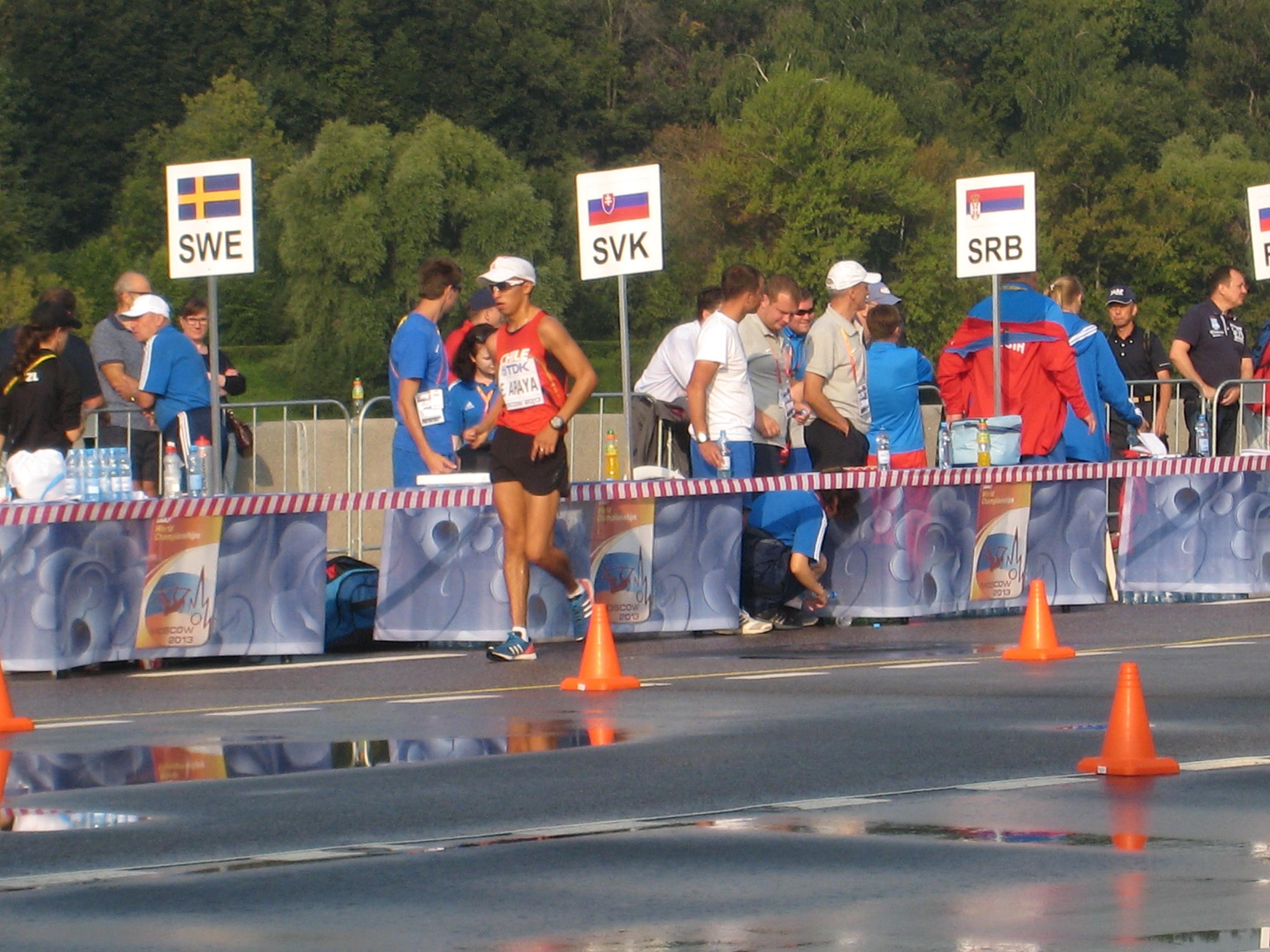
Edward Araya – disqualifiziert
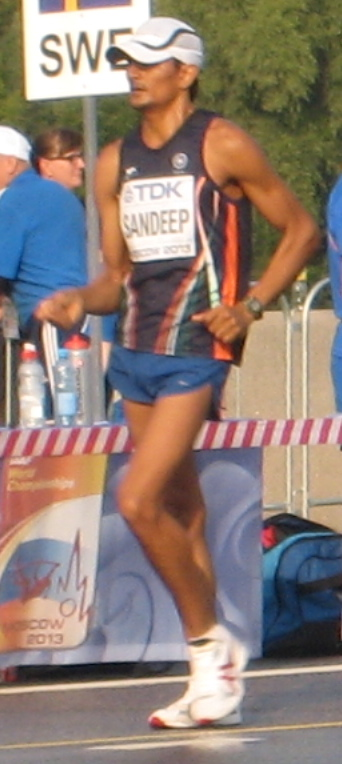
Sandeep Kumar – disqualifiziert
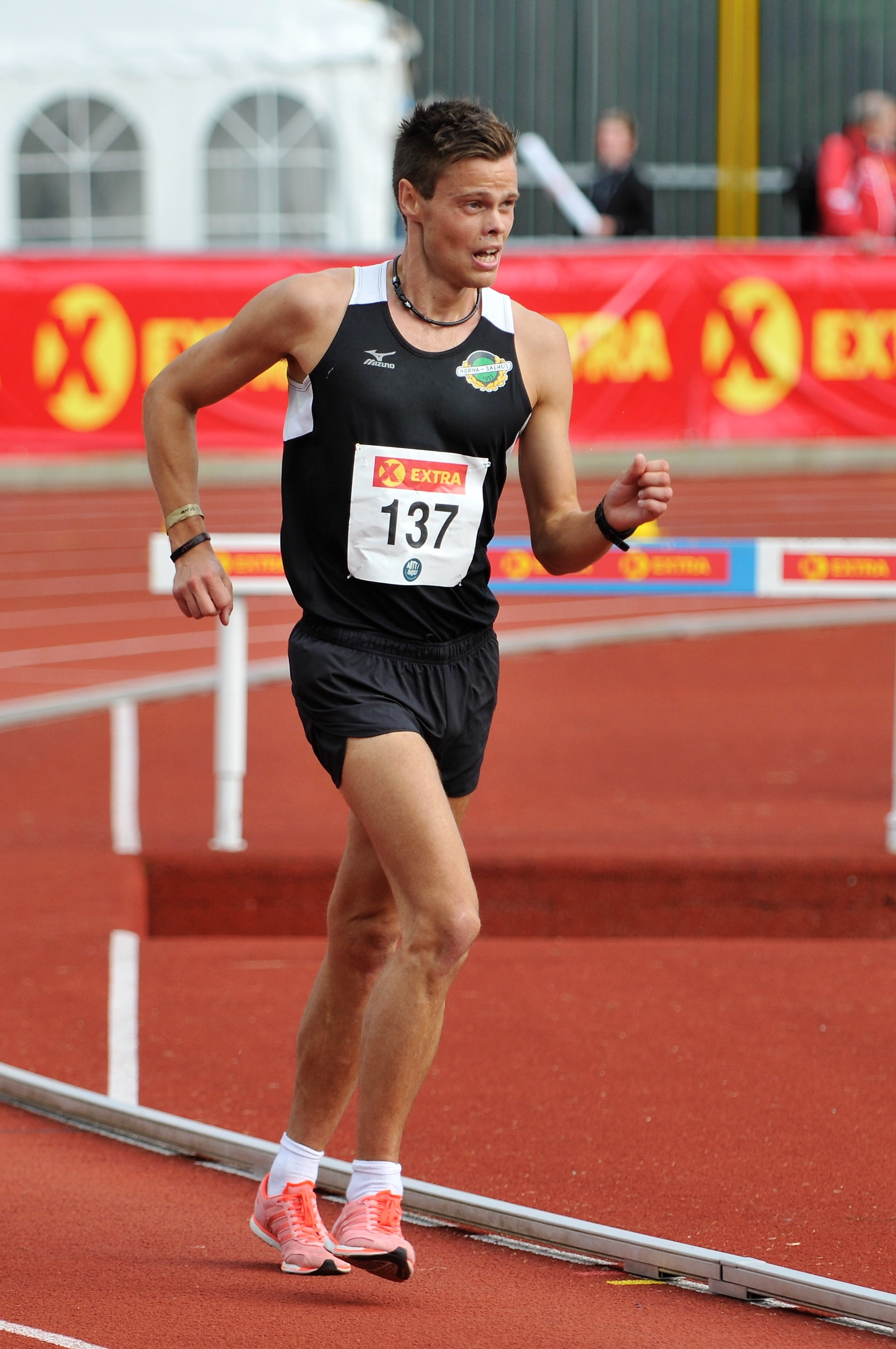
Håvard Haukenes – disqualifiziert

## Video
- 2013, Rob Heffernan, Brendan Boyce, 50k walk, World Athletics Championships, Moscow, youtube.com, abgerufen am 22. Juli 2017